# The Hungry Actors
The Hungry Actors é um curta-metragem mudo norte-americano de 1915, do gênero comédia, dirigido por Hal Roach e estrelado por Harold Lloyd.

## Elenco

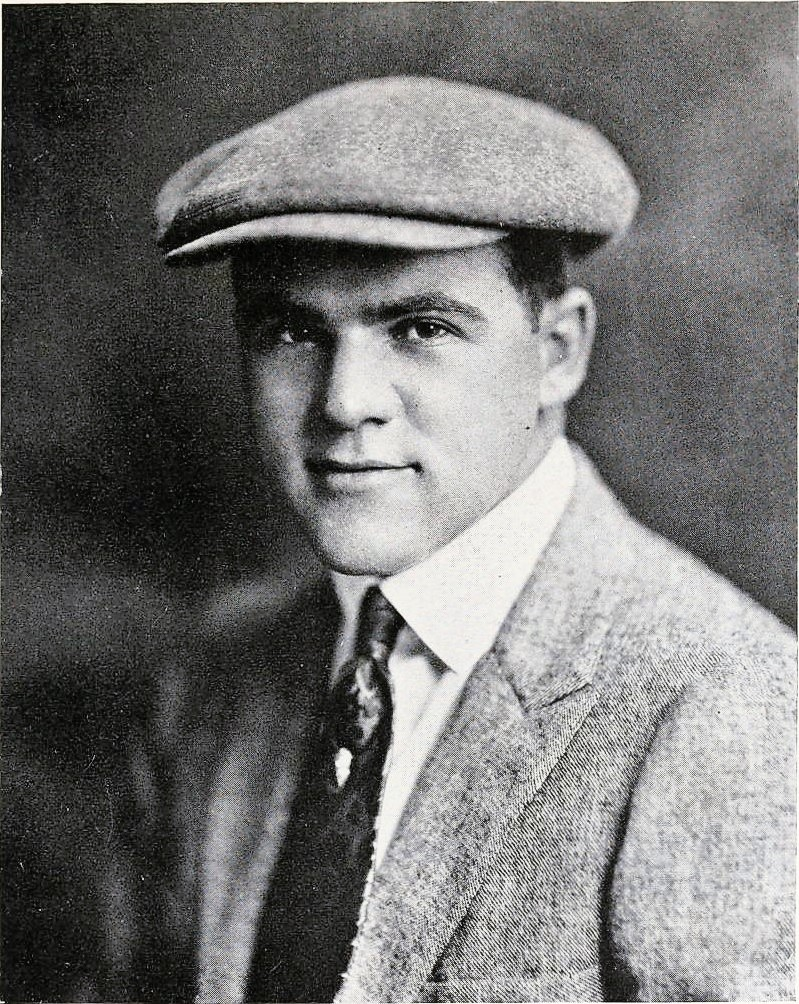
Hal Roach, diretor

- Roy Stewart
- Jane Novak
- Harold Lloyd
- Neely Edwards
- Violet MacMillan
- Martha Mattox
- Bobby Vernon